# Visando (godo)

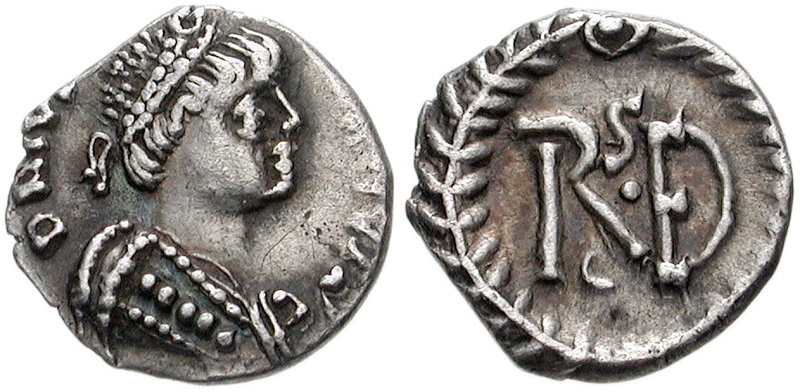
1/4 de síliqua de Vitige r.

Visando (em latim: Visandus) foi um oficial godo do século VI, ativo no Reino Ostrogótico. Aparece em março de 538, quando, por seu caráter de líder enérgico, foi colocado pelo rei Vitige (r. 536–540) no comando duma guarnição de 4 000 soldados estacionada em Áuximo, em Piceno. É incerto se ainda manteve-se no comando após a chegada de Vácimo com mais tropas em meados do verão. Independente disso, Áuximo foi sitada pelos bizantinos em 539 e sua guarnição capitulou em outubro/novembro.
Os autores da Prosopografia do Império Romano Tardio sugerem que talvez possa ser identificado com Visando Vandalário (em grego: Ουίσανδος Βανδαλάριος; romaniz.: Ouísandos Vandalários), um soldado gótico que confrontou o general Belisário fora de Roma em fevereiro de 537 e foi deixado para morrer. Alegadamente teria sido encontrado ainda vivo três dias depois e sobreviveu para viver um considerável tempo em grande renome. Apesar da identificação, admitem que Procópio de Cesareia não faz tal correlação.